# Collegio di Birmingham Ladywood
Birmingham Ladywood è un collegio elettorale situato a Birmingham, nelle Midlands Occidentali, e rappresentato alla Camera dei comuni del Parlamento del Regno Unito. Elegge un membro del parlamento con il sistema first-past-the-post, ossia maggioritario a turno unico; l'attuale parlamentare è Shabana Mahmood del Partito Laburista, che rappresenta il collegio dal 2010.

## Estensione

Birmingham Ladywood dal 2010 al 2024

- 1918-1950: i ward del County Borough of Birmingham di Ladywood e Rotton Park.
- 1950-1955: i ward del County Borough of Birmingham di All Saints', Ladywood e Rotton Park.
- 1955-1974: i ward del County Borough of Birmingham di Duddeston, Ladywood e St Paul's.
- 1974-1983: i ward del County Borough of Birmingham di All Saints', Ladywood, Rotton Park e Soho.
- 1983-1997: i ward della Città di Birmingham di Ladywood, Sandwell e Soho.
- 1997-2010: i ward della Città di Birmingham di Aston, Ladywood, Nechells e Soho.
- 2010-2024: i ward della Città di Birmingham di Aston, Ladywood, Nechells e Soho (anche se la descrizione ufficiale del collegio rimase la stessa, i confini variarono).
- dal 2024: i ward della Città di Birmingham di Alum Rock; Balsall Heath West; Bordesley and Highgate; Bordesley Green; Ladywood; Nechells; Newtown e Soho and Jewellery Quarter.[1]

Il collegio comprende tutto il centro cittadino di Birmingham (il ward di Ladywood), oltre ad Aston, Nechells e Soho, che sono i ward cittadini più disagiati. L'Università di Aston si trova nel collegio, come anche le sedi delle due squadre di calcio della città, Aston Villa Football Club e Birmingham City Football Club.

## Membri del parlamento
| Elezione | Elezione     | Deputato            | Partito                |
| -------- | ------------ | ------------------- | ---------------------- |
|          | 1918         | Neville Chamberlain | Conservatore           |
|          | 1929         | Wilfrid Whiteley    | Laburista              |
|          | 1931         | Geoffrey Lloyd      | Conservatore           |
|          | 1945         | Victor Yates        | Laburista              |
|          | 1969 (S)     | Wallace Lawler      | Liberale               |
|          | 1970         | Doris Fisher        | Laburista              |
| Feb 1974 | Brian Walden |                     | Laburista              |
| 1977 (S) | John Sever   |                     | Laburista              |
| 1983     | Clare Short  |                     | Laburista              |
|          | Clare Short  | 2006                | Indipendente Laburista |
|          | 2010         | Shabana Mahmood     | Laburista              |

## Elezioni

### Elezioni negli anni 2020
| Partito                    | Partito                                | Candidato                  | Risultati 4 luglio 2024 | Risultati 4 luglio 2024 |
| Partito                    | Partito                                | Candidato                  | Voti                    | %                       |
| -------------------------- | -------------------------------------- | -------------------------- | ----------------------- | ----------------------- |
|                            | Laburista                              | Shabana Mahmood            | 15 558                  | 42,53                   |
|                            | Indipendente                           | Akhmed Yakoob              | 12 137                  | 33,18                   |
|                            | Verdi                                  | Zoe Challenor              | 3 478                   | 9,51                    |
|                            | Conservatore                           | Shazna Muzammil            | 2 218                   | 6,06                    |
|                            | Lib Dem                                | Lee Dargue                 | 1 711                   | 4,68                    |
|                            | Reform UK                              | Irene Yoong-Henery         | 1 477                   | 4,04                    |
|                            |                                        |                            |                         |                         |
| Iscritti                   | Iscritti                               | Iscritti                   | 83 693                  | 100,00                  |
| ↳ Votanti (% su iscritti)  | ↳ Votanti (% su iscritti)              | ↳ Votanti (% su iscritti)  | 36 579                  | 43,71                   |
| ↳ Astenuti (% su iscritti) | ↳ Astenuti (% su iscritti)             | ↳ Astenuti (% su iscritti) | 47 114                  | 56,29                   |
|                            |                                        |                            |                         |                         |
|                            | Esito: collegio confermato a Laburista |                            |                         |                         |

### Elezioni negli anni 2010
| Partito                    | Partito                                | Candidato                  | Risultati 12 dicembre 2019 | Risultati 12 dicembre 2019 |
| Partito                    | Partito                                | Candidato                  | Voti                       | %                          |
| -------------------------- | -------------------------------------- | -------------------------- | -------------------------- | -------------------------- |
|                            | Laburista                              | Shabana Mahmood            | 33 355                     | 79,19                      |
|                            | Conservatore                           | Mary Noone                 | 4 773                      | 11,33                      |
|                            | Lib Dem                                | Lee Dargue                 | 2 228                      | 5,29                       |
|                            | Verdi                                  | Alex Nettle                | 931                        | 2,21                       |
|                            | Brexit                                 | Andrew Garcarz             | 831                        | 1,97                       |
|                            |                                        |                            |                            |                            |
| Iscritti                   | Iscritti                               | Iscritti                   | 74 912                     | 100,00                     |
| ↳ Votanti (% su iscritti)  | ↳ Votanti (% su iscritti)              | ↳ Votanti (% su iscritti)  | 42 118                     | 56,22                      |
| ↳ Astenuti (% su iscritti) | ↳ Astenuti (% su iscritti)             | ↳ Astenuti (% su iscritti) | 32 794                     | 43,78                      |
|                            |                                        |                            |                            |                            |
|                            | Esito: collegio confermato a Laburista |                            |                            |                            |

| Partito                    | Partito                                | Candidato                  | Risultati 8 giugno 2017 | Risultati 8 giugno 2017 |
| Partito                    | Partito                                | Candidato                  | Voti                    | %                       |
| -------------------------- | -------------------------------------- | -------------------------- | ----------------------- | ----------------------- |
|                            | Laburista                              | Shabana Mahmood            | 34 166                  | 82,71                   |
|                            | Conservatore                           | Andrew Browning            | 5 452                   | 13,20                   |
|                            | Lib Dem                                | Lee Dargue                 | 1 156                   | 2,80                    |
|                            | Verdi                                  | Kefentse Dennis            | 533                     | 1,29                    |
|                            |                                        |                            |                         |                         |
| Iscritti                   | Iscritti                               | Iscritti                   | 70 011                  | 100,00                  |
| ↳ Votanti (% su iscritti)  | ↳ Votanti (% su iscritti)              | ↳ Votanti (% su iscritti)  | 41 307                  | 59,00                   |
| ↳ Astenuti (% su iscritti) | ↳ Astenuti (% su iscritti)             | ↳ Astenuti (% su iscritti) | 28 704                  | 41,00                   |
|                            |                                        |                            |                         |                         |
|                            | Esito: collegio confermato a Laburista |                            |                         |                         |

| Partito                    | Partito                                | Candidato                  | Risultati 7 maggio 2015 | Risultati 7 maggio 2015 |
| Partito                    | Partito                                | Candidato                  | Voti                    | %                       |
| -------------------------- | -------------------------------------- | -------------------------- | ----------------------- | ----------------------- |
|                            | Laburista                              | Shabana Mahmood            | 26 444                  | 73,63                   |
|                            | Conservatore                           | Isabel Sigmac              | 4 576                   | 12,74                   |
|                            | UKIP                                   | Clair Braund               | 1 805                   | 5,03                    |
|                            | Verdi                                  | Margaret Okole             | 1 501                   | 4,18                    |
|                            | Lib Dem                                | Shazad Iqbal               | 1 374                   | 3,83                    |
|                            | Liberty GB                             | Tim Burton                 | 216                     | 0,60                    |
|                            |                                        |                            |                         |                         |
| Iscritti                   | Iscritti                               | Iscritti                   | 68 151                  | 100,00                  |
| ↳ Votanti (% su iscritti)  | ↳ Votanti (% su iscritti)              | ↳ Votanti (% su iscritti)  | 35 916                  | 52,70                   |
| ↳ Astenuti (% su iscritti) | ↳ Astenuti (% su iscritti)             | ↳ Astenuti (% su iscritti) | 32 235                  | 47,30                   |
|                            |                                        |                            |                         |                         |
|                            | Esito: collegio confermato a Laburista |                            |                         |                         |

| Partito                    | Partito                                | Candidato                  | Risultati 6 maggio 2010 | Risultati 6 maggio 2010 |
| Partito                    | Partito                                | Candidato                  | Voti                    | %                       |
| -------------------------- | -------------------------------------- | -------------------------- | ----------------------- | ----------------------- |
|                            | Laburista                              | Shabana Mahmood            | 19 950                  | 55,67                   |
|                            | Lib Dem                                | Ayoub Khan                 | 9 845                   | 27,47                   |
|                            | Conservatore                           | Nusrat M. Ghani            | 4 277                   | 11,94                   |
|                            | UKIP                                   | Christopher Booth          | 902                     | 2,52                    |
|                            | Verdi                                  | Peter C. Beck              | 859                     | 2,40                    |
|                            |                                        |                            |                         |                         |
| Iscritti                   | Iscritti                               | Iscritti                   | 73 579                  | 100,00                  |
| ↳ Votanti (% su iscritti)  | ↳ Votanti (% su iscritti)              | ↳ Votanti (% su iscritti)  | 35 833                  | 48,70                   |
| ↳ Astenuti (% su iscritti) | ↳ Astenuti (% su iscritti)             | ↳ Astenuti (% su iscritti) | 37 746                  | 51,30                   |
|                            |                                        |                            |                         |                         |
|                            | Esito: collegio confermato a Laburista |                            |                         |                         |

### Elezioni negli anni 2000
| Partito                    | Partito                                | Candidato                  | Risultati 5 maggio 2005 | Risultati 5 maggio 2005 |
| Partito                    | Partito                                | Candidato                  | Voti                    | %                       |
| -------------------------- | -------------------------------------- | -------------------------- | ----------------------- | ----------------------- |
|                            | Laburista                              | Clare Short                | 17 262                  | 51,92                   |
|                            | Lib Dem                                | Ayoub Khan                 | 10 461                  | 31,47                   |
|                            | Conservatore                           | Philippa Stroud            | 3 515                   | 10,57                   |
|                            | UKIP                                   | Lyn Nazemi-Afshar          | 2 008                   | 6,04                    |
|                            |                                        |                            |                         |                         |
| Iscritti                   | Iscritti                               | Iscritti                   | 71 038                  | 100,00                  |
| ↳ Votanti (% su iscritti)  | ↳ Votanti (% su iscritti)              | ↳ Votanti (% su iscritti)  | 33 246                  | 46,80                   |
| ↳ Astenuti (% su iscritti) | ↳ Astenuti (% su iscritti)             | ↳ Astenuti (% su iscritti) | 37 792                  | 53,20                   |
|                            |                                        |                            |                         |                         |
|                            | Esito: collegio confermato a Laburista |                            |                         |                         |

| Partito                    | Partito                                | Candidato                  | Risultati 7 giugno 2001 | Risultati 7 giugno 2001 |
| Partito                    | Partito                                | Candidato                  | Voti                    | %                       |
| -------------------------- | -------------------------------------- | -------------------------- | ----------------------- | ----------------------- |
|                            | Laburista                              | Clare Short                | 21 694                  | 68,89                   |
|                            | Conservatore                           | Benjamin H. Prentice       | 3 551                   | 11,28                   |
|                            | Lib Dem                                | S. Mahmood Chaudhry        | 2 586                   | 8,21                    |
|                            | People's Justice                       | Allah Ditta                | 2 112                   | 6,71                    |
|                            | Laburista Socialista                   | Surinder P. Virdee         | 443                     | 1,41                    |
|                            | Musulmano                              | Mahmood Hussain            | 432                     | 1,37                    |
|                            | ProLife Alliance                       | James Caffery              | 392                     | 1,24                    |
|                            | UKIP                                   | Anneliese Nattrass         | 283                     | 0,90                    |
|                            |                                        |                            |                         |                         |
| Iscritti                   | Iscritti                               | Iscritti                   | 71 090                  | 100,00                  |
| ↳ Votanti (% su iscritti)  | ↳ Votanti (% su iscritti)              | ↳ Votanti (% su iscritti)  | 31 493                  | 44,30                   |
| ↳ Astenuti (% su iscritti) | ↳ Astenuti (% su iscritti)             | ↳ Astenuti (% su iscritti) | 39 597                  | 55,70                   |
|                            |                                        |                            |                         |                         |
|                            | Esito: collegio confermato a Laburista |                            |                         |                         |

## Risultati dei referendum

### Referendum sulla permanenza del Regno Unito nell'Unione europea del 2016
|             | Collegio            | Lasciare UE % | Rimanere in UE % |
| ----------- | ------------------- | ------------- | ---------------- |
|             | Birmingham Ladywood | 35,6%         | 64,4%            |
|             | Inghilterra         | 53,3%         | 46,7%            |
| Regno Unito | 51,9%               | 48,1%         |                  |